# Adam, ennemi des femmes
Pour plus de détails, voir Fiche technique et Distribution.
Adam, ennemi des femmes (Adamo ed Eva) est une comédie italienne réalisée par Mario Mattoli et sortie en 1949.

## Synopsis
Eva Bianchi, qui travaille comme manucure dans un salon de beauté milanais, tombe amoureuse du propriétaire Adamo Rossi. Mais Adam, qui au début lui apportait toujours des roses, ne semble plus s'intéresser à elle ; au contraire, il explique comment, au cours des siècles, Ève a causé des ennuis à Adam à plusieurs reprises.

## Fiche technique
- Titre français : Adam, ennemi des femmes[1]
- Titre original italien : Adamo ed Eva[2]
- Réalisation : Mario Mattoli
- Scénario : Marcello Marchesi, Vittorio Metz
- Photographie : Aldo Tonti
- Montage : Giuliana Attenni (it)
- Musique : Pippo Barzizza
- Décors : Piero Filippone
- Maquillage : Giuliano Laurenti (it)
- Production : Dino De Laurentiis
- Société de production : Lux Film
- Pays de production : Italie
- Langue originale : italien
- Format : Noir et blanc - 1,37:1 - Son mono - 35 mm
- Genre : comédie
- Durée : 77 minutes
- Dates de sortie : 
  - Italie : 29 novembre 1949
  - France : 1952

## Distribution
- Erminio Macario : Adamo Rossi
- Isa Barzizza : Eva Bianchi
- Gianni Agus : Pâris
- Guglielmo Barnabò : Joe
- Nerio Bernardi : Agamemnon
- Mario Riva : le naufragé russe
- Riccardo Billi : Abou Hassan, l'eunuque
- Luigi Cimara : Ulysse
- Ricky Denver : Fatima
- Grado De Franceschi : le jongleur chrétien
- Nunzio Filogamo : Le naufragé français
- Giulio Marchetti : le naufragé américain
- Guido Barbarisi : le naufragé juif
- Alessandro Tedeschi : le naufragé allemand
- Arnoldo Foà : Achille
- Enzo Biliotti : Ménélas
- Luisa Frigerio : la danseuse
- Giuliana Manas : la comtesse
- Ughetto Bertucci : Buck
- Carlo Tamberlani : le messager
- Bruno Smith : l'officier nordiste
- Enzo Garinei : la sentinelle
- Riccardo Garrone : un tireur sudiste
- Memmo Carotenuto : un tireur sudiste
- Totò Mignone : Le barman du saloon